# Irene d'Atene
Irene Sarantapechaina d'Atene (in greco medievale: Ειρήνη Σαρανταπήχαινα της Αθήνας, Irini Sarantapichena tis Athìnas; Atene, 752 circa – Lesbo, 9 agosto 803) è stata un'imperatrice bizantina dal 797 all'802.
Fu basilissa dei Romei (Imperatrice romana d'Oriente) e ricevette l'appellativo di "Ateniese" (Εἰρήνη ἡ Ἀθηναία) per via del fatto d'esser originaria della città greca. Fin dalla sua incoronazione aspirò a regnare da sola sull'Impero. Dopo la morte del marito Leone IV, divenne reggente per l'erede Costantino VI, di appena nove anni, dal 780 al 790; in seguito governò assieme al figlio per poi detronizzarlo, farlo accecare e uccidere potendo così ottenere il potere assoluto sul trono di Bisanzio.
Si proclamò "Autocrate dei Romani" (αὐτοκράτωρ Ῥωμαίων). Il fatto che il trono romano fosse occupato da una donna spinse il papa Leone III a considerare il trono romano vacante, nominando "Imperatore dei Romani" il re dei Franchi e dei Longobardi Carlo Magno, il giorno di Natale dell'anno 800. Irene fu declassata dall'Occidente a "Imperatrice dei Greci", ma si rifiutò sempre di cedere il titolo di imperatore a Carlo Magno, considerando l'incoronazione da parte del pontefice un atto di usurpazione di potere.
Di fatto regnò sull'Impero dal 780 all'802, anno in cui fu a sua volta deposta dal suo sovrintendente alle finanze (λογοθέτης τοῦ γενικοῦ, logothetēs tou genikou), Niceforo I il Logoteta. Fu la prima e unica donna ad assumere anche il titolo imperiale maschile, facendosi chiamare dai sudditi e citandosi in qualche documento ufficiale come basileus dei Romei ("imperatore dei Romani"): Zoe, Teodora ed Eudocia Macrembolitissa saranno "solo" imperatrici regnanti.
Nell'864 fu canonizzata dal patriarca Fozio I di Costantinopoli; è venerata dalle Chiesa ortodossa come una santa col nome di Santa Irene la Giovane il 7 agosto.
Non esistono ritratti coevi di Irene: le uniche sue effigi sono quelle impresse nelle monete coniate durante il suo regno.

## Biografia

### Nozze e regno di Leone IV (768-780)
Irene nacque in una nobile famiglia di Atene chiamata Saratanpechos. Suo zio, Costantino Sarantapechos, era un patrizio e probabilmente stratega di uno dei themata della Grecia. Rimasta poi orfana, fu portata a corte dall'imperatore bizantino Costantino V; il primo novembre del 769, alcune navi andarono a prelevare Irene dal palazzo di Hiera (sulla riva asiatica del Bosforo) per portarla a Costantinopoli dove venne accolta solennemente.
Pare che fosse stata scelta da Leone IV il Cazaro durante la cosiddetta "sfilata delle spose"; secondo l'usanza bizantina, le giovani donne che potevano aspirare al titolo di imperatrice erano fatte sfilare, riccamente agghindate, davanti al futuro sposo affinché questi ne selezionasse una. Quel giorno si fidanzò con l'erede al trono di Bisanzio Leone, figlio dell'Imperatore Costantino V. Un mese più tardi, il 18 dicembre, lei e Leone si sposarono nella basilica di Santa Sofia e Irene ricevette la corona imperiale. Nel 775, alla morte di Costantino V, Leone divenne imperatore con il nome di Leone IV e Irene di conseguenza divenne imperatrice. Fase conclusiva della cerimonia d'investitura era l'acclamazione dei nuovi sovrani da parte del popolo nell'ippodromo di Costantinopoli.
Nel 776 il marito incoronò il figlio avuto da Irene, Costantino VI, coimperatore: ciò avvenne su istanza dell'esercito, che avrebbe insistito parecchio per spingerlo a incoronare come coimperatore il figlio; si dice che Leone avesse obiettato sul rischio che in caso di rivolta dell'esercito con conseguente nomina di un usurpatore, lo stesso esercito avrebbe potuto uccidergli il figlio, ma l'esercito rispose giurando che non avrebbero accettato altro imperatore al di fuori di suo figlio; anche il popolo insistette parecchio, così, il venerdì Santo del 776, «tutto il popolo, ovvero quelli dei themata [l'esercito], i membri del senato, i tagmata della città, e tutti gli artigiani, giurarono sulla… Croce che non avrebbero accettato altro imperatore al di fuori di Leone e Costantino e tutti i suoi discendenti…»; rassicurato, il giorno successivo Leone, dopo aver nominato suo fratello Eudocimo nobilissimus, procedette con i fratelli e il figlioletto alla Santa Chiesa dove annunciò alla folla riunitasi nella Chiesa che avrebbe acconsentito alle loro richieste; e il giorno dopo (24 aprile) all'ippodromo Costantino fu incoronato dal padre di fronte al patriarca e alla folla. I suoi fratelli erano però delusi per l'incoronazione del nipote perché ambivano essi stessi alla corona imperiale: il mese seguente, nel maggio 776, fu scoperta dall'Imperatore una congiura ordita dal Cesare Niceforo, uno dei suoi fratelli, nel tentativo di impadronirsi del potere; i congiurati vennero puniti con la tonsura e con l'esilio a Cherson.
Sotto l'influenza dell'Imperatrice, che venerava segretamente le immagini sacre, Leone IV fu tollerante con gli iconoduli avviando una persecuzione contro di loro solo verso la fine del regno.
La persecuzione coincise con la scoperta nella stanza dell'Imperatrice di due immagini di santi nascoste sotto il cuscino: l'Imperatrice cercò di giustificarsi di fronte al marito, ma ciò non bastò a evitarle la perdita del favore imperiale. Poco dopo, tuttavia, Leone IV morì per un malore mentre provava una corona, forse (a dire di Warren Treadgold) avvelenato da Irene o da altri iconoduli.

### Reggenza (780-790)
Alla morte di Leone IV (780), gli succedette il figlio Costantino VI. La reggenza venne assunta dalla madre di questi, Irene, avendo Costantino all'epoca solo nove anni. Inizialmente Irene propose alla sorellastra del marito, Antusa, di associarsi a lei nella gestione dell'impero, incontrandone tuttavia il rifiuto, essendo Antusa ormai dedita esclusivamente alla vita religiosa.
Irene fece subito edificare un nuovo palazzo, per trascorrervi il tempo "in villeggiatura", nei pressi di uno dei porti di Costantinopoli: il Palazzo dell'Eleuterio, ricco e sfarzoso.
Il trono fu presto minacciato dai cinque fratelli dell'Imperatore Leone IV: Niceforo, Cristoforo, Niceta, Antimo ed Eudocimo, appoggiati da Gregorio, logoteta del Dromos (flotta) e da Elpidio, Strategos di Sikelia. Essi erano amareggiati per il fatto di essere stati scavalcati nella successione dal nipote Costantino, dopo essere stati illusi dalla nomina a Cesare o Nobilissimo. Dopo soli due mesi dall'ascesa di Costantino VI, si rivoltarono appoggiando le pretese di Niceforo al trono. La rivolta, a quanto pare appoggiata dagli iconoclasti, fallì e Irene punì i cinque cognati costringendoli a farsi preti mentre Gregorio e i suoi fautori vennero arrestati e accecati per estrazione degli occhi. Alla congiura partecipò anche lo strategos di Sicilia, Elpidio. Irene fece arrestare e torturare la famiglia di questi e, per arrestarlo, inviò una grossa flotta al comando del patrizio Teodoro, che dopo diversi combattimenti, riuscì a riconquistare la Sicilia; Elpidio si rifugiò in Africa, dove gli Arabi lo trattarono come se fosse basileus dei Romei e addirittura, pare, lo avrebbero incoronato.

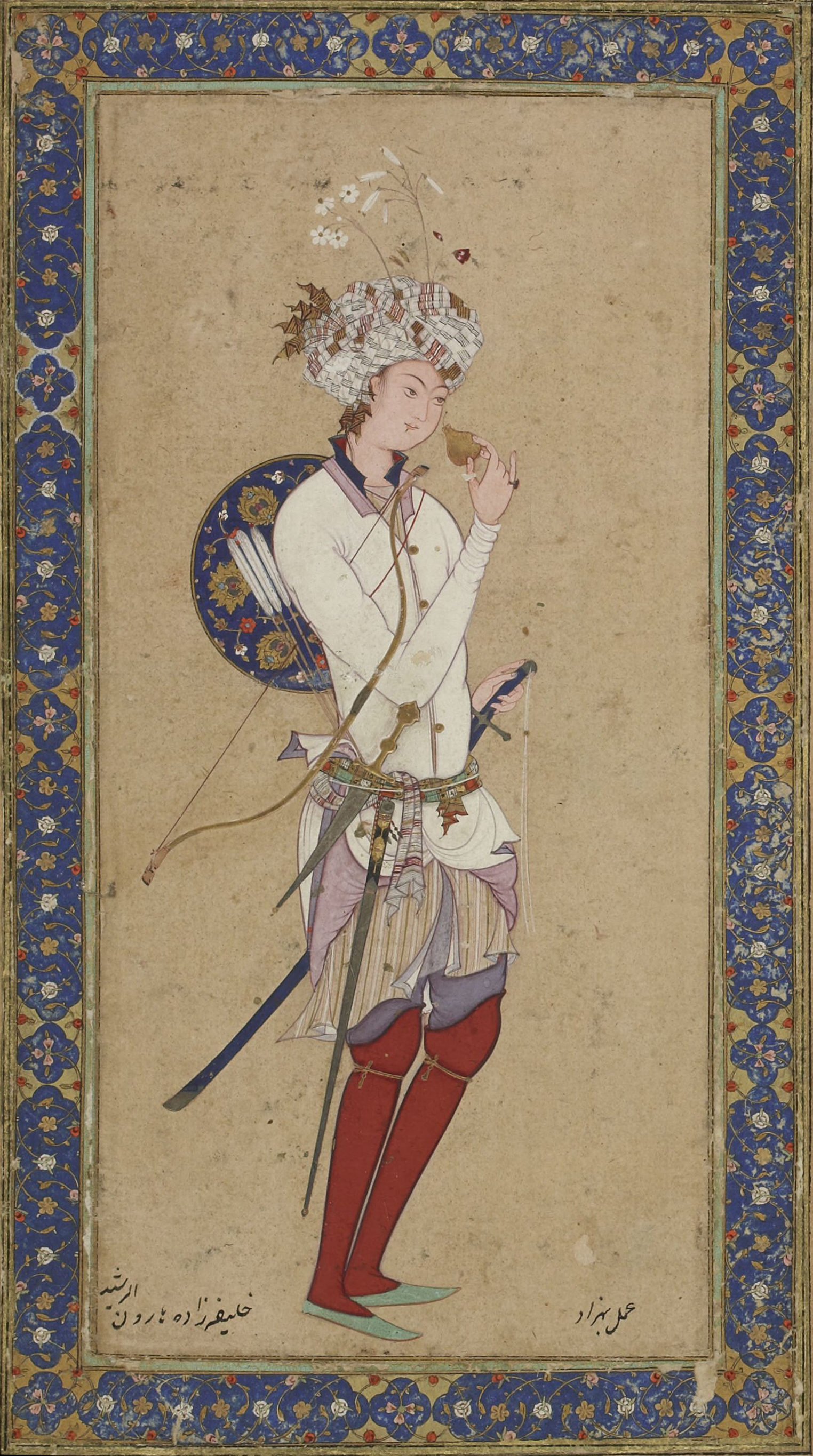
Il califfo Harun Al-Rashid

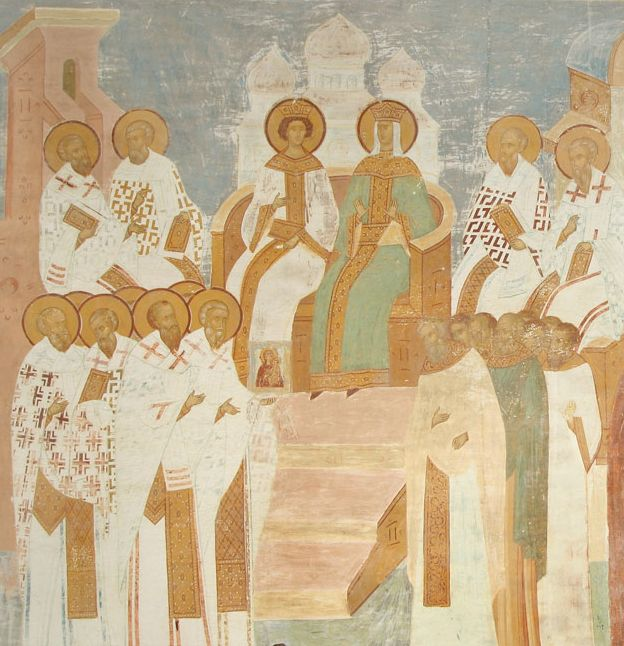
Ritratti immaginari di Irene con il figlio Costantino VI mentre presiedono il Concilio di Nicea II

In politica dovette subire nel 782 l'attacco arabo-musulmano dell'erede al califfato abbaside Hārūn, figlio di al-Mahdī, che da poco era stato insignito del titolo onorifico (laqab) di Rashīd (Ben guidato [da Dio]). Con poco meno di 100 000 uomini, Hārūn al-Rashīd marciò fino al Bosforo, giungendo a occupare la riva opposta a Costantinopoli. Irene affidò l'esercito al logoteta postale Stauracio e nel 782 lo mandò contro gli Arabi. Tuttavia, a causa del tradimento del generale Tatzates, che mal tollerava il governo di Irene, Stauracio venne fatto prigioniero dai musulmani per poi essere riscattato da Irene, che non intendeva rinunciare a lui. Una tregua fu concordata dalle parti e Irene acconsentì al versamento dell'equivalente di 90 000 dīnār aurei a Baghdad, ottenendo in cambio la liberazione dei prigionieri caduti in mano musulmana, mentre venivano liberati per converso quelli musulmani presi dai Bizantini.

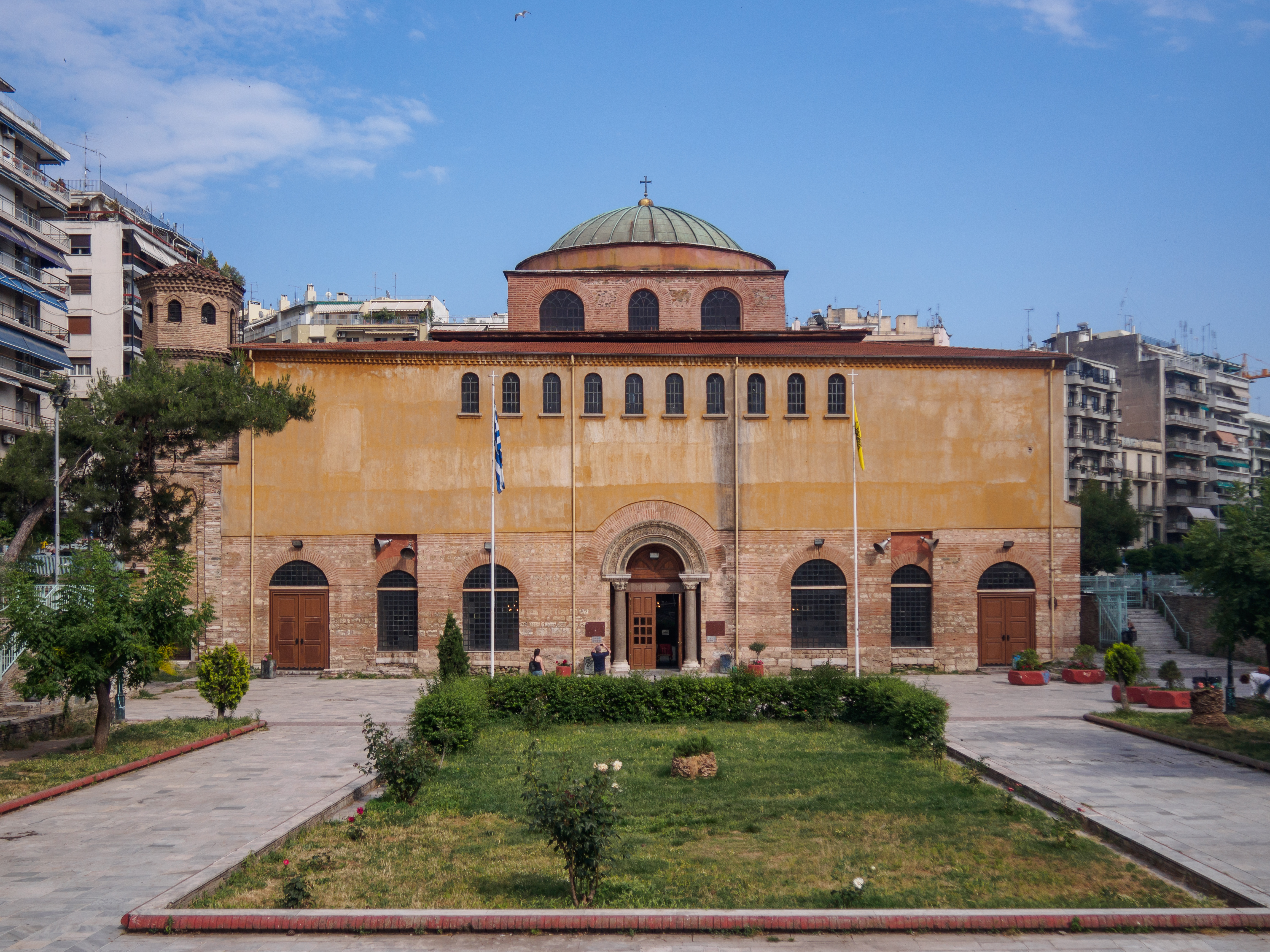
La basilica di Santa Sofia a Salonicco

Successivamente Irene inviò il suo esercito al comando del fido logoteta contro gli Slavi, e ben presto Stauracio riuscì a conquistare alcuni territori nella Tracia che permise a Irene di creare un nuovo tema di Macedonia nei territori appena conquistati. Il trionfo fu sontuosamente celebrato nell'ippodromo di Costantinopoli, nel gennaio del 784. Per celebrare questa vittoria, Irene fece erigere la Basilica di Santa Sofia a Salonicco.
Nel 784 Irene diede inizio al suo piano per abolire l'iconoclastia. Convinse il patriarca Paolo IV a dimettersi (31 agosto 784) e lo sostituì con uno fedele a lei, Tarasio (25 dicembre 784). Appena eletto, il nuovo patriarca iniziò subito a fare i preparativi per un nuovo concilio che avrebbe condannato l'iconoclastia, che si tenne il 31 luglio 786, a Costantinopoli. Tuttavia il Concilio fu sospeso per l'irruzione, nella chiesa dove si teneva il concilio, di truppe iconoclaste che dispersero l'assemblea. Irene non si demoralizzò e, con il pretesto di una guerra contro gli Arabi, inviò le truppe iconoclaste in Asia Minore in modo che non potessero più rovinare i suoi piani, mentre trasferì nella capitale quelle iconodule.
Nel 785, l'Imperatrice reggente Irene decise di cessare di versare il tributo al Califfato abbaside e le ostilità ripresero. Gli Arabi devastarono il Thema degli Armeniaci, ma agli inizi del 786 i Bizantini si vendicarono saccheggiando e radendo al suolo la fortezza di Hadath in Cilicia, che da cinque anni gli Abbasidi cercavano di rendere una base militare per le loro spedizioni contro Costantinopoli.
Nel 787 dunque si tenne il settimo Concilio Ecumenico a Nicea, che condannò l'iconoclastia, affermando che le icone potevano essere venerate ma non adorate, e scomunicò gli iconoclasti, ripristinando il culto delle immagini sacre. Alla base della tesi del Concilio stava l'idea che l'immagine è strumento che conduce chi ne fruisce dalla materia di cui essa è composta all'idea che essa rappresenta. Si finiva, in definitiva, per riprendere l'idea di una funzione didattica delle immagini che era stata già sviluppata dai Padri della Chiesa. Ciò nonostante il non aver invitato una delegazione franca pesò molto sui rapporti con Carlo Magno, che decise di non tener conto degli esiti del concilio, arrivando a chiedere la scomunica per Irene.
Sempre nel 787, per risolvere le discrepanze createsi, Irene stipulò un'alleanza con Carlo Magno e progettò il matrimonio tra la figlia di questi, Rotrude, e suo figlio, ma successivamente Irene ruppe l'accordo - si disse perché timorosa che Carlo Magno avrebbe spinto Costantino VI a svincolarsi dalla tutela materna - e costrinse Costantino a sposare la figlia di un piccolo nobile bizantino: Maria d'Amnia, proveniente dalla Paflagonia. Irene offrì poi assistenza militare ad Adelchi, principe longobardo in esilio a Costantinopoli e desideroso di riacquisire il proprio regno, dopo che era stato conquistato dai Franchi. Un corpo di spedizione, posto sotto il comando del sacellario e logotheta Giovanni, rinforzato dalle truppe dalla Sicilia sotto il Patrikios Teodoro, sbarcò in Calabria verso la fine del 788, ma fu raggiunto dagli eserciti uniti dei duchi longobardi Ildebrando di Spoleto e Grimoaldo III di Benevento, alleati con i Franchi. Nella battaglia che ne seguì i Bizantini furono sconfitti e col tempo persero Benevento e l'Istria.
Tuttavia nel 788, dopo la distruzione della fortezza di Hadath in Cilicia da parte dei Bizantini, vi fu una nuova invasione da parte del Califfato abbaside di Hārūn al-Rashīd; le truppe bizantine di Irene diedero battaglia a Kopidnadon e furono nuovamente sconfitte. Secondo il breve resoconto di Teofane, la battaglia si risolse in una disastrosa sconfitta per i Bizantini, che persero molti uomini e ufficiali, compresi membri dei tagma degli Scholai che erano stati inviati nelle province da Irene nel 786 poiché continuavano a sostenere l'Iconoclastia. Teofane narra anche della perdita del capace ufficiale Diogene, un tourmarches (comandante di divisione) degli Anatolici. Irene fu costretta a versare nuovamente i tributi al Califfato.

### Costantino VI e Irene co-imperatori (790-797)

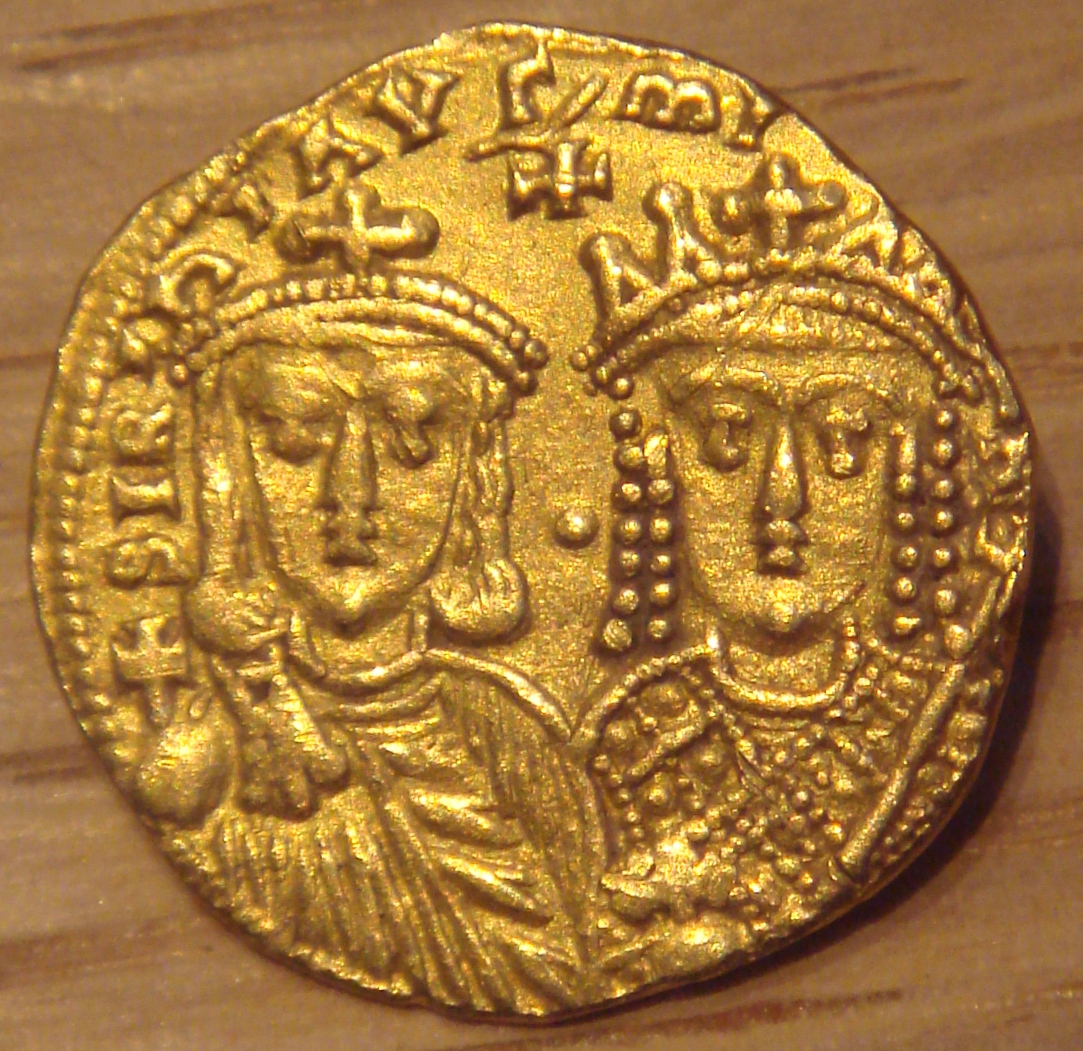
Solido di Costantino VI, insieme alla madre Irene

Nonostante Costantino VI avesse raggiunto la maggiore età, Irene continuava ad amministrare al suo posto gli affari di Stato e si nominò Autocrate dei Romani, cosa che Costantino non accettava più. Lo Stratega degli Armeni, Alessio Muzalon, nella primavera del 790 assediò Costantinopoli, esigendo la legittimazione di Costantino che, già acclamato unico Imperatore, dando la colpa di ciò a Stauracio, ordì una congiura contro di lui, ma Irene riuscì a soffocare la congiura e fece arrestare il figlio, facendolo anche frustare. Irene tentò quindi di convincere l'esercito a legittimarle il potere assoluto sullo Stato (anche se Costantino VI, nei piani di Irene, sarebbe rimasto comunque coimperatore) costringendolo a giurare «Finché tu vivrai, noi non riconosceremo tuo figlio come imperatore», ma pur ottenendo l'appoggio delle truppe della capitale, l'opposizione delle truppe anatoliche (favorevoli all'iconoclastia e dunque a Costantino VI) le impedì la realizzazione dei suoi piani; infatti esse nominarono unico imperatore Costantino VI (ottobre 790) costringendo l'ambiziosa imperatrice ad abbandonare il palazzo imperiale e a ritirarsi nel Palazzo di Eleuterio. Un anno dopo tuttavia, grazie all'appoggio dei suoi partigiani, Irene riuscì di nuovo a ottenere il titolo di imperatrice, regnando insieme al figlio.
Irene cercò quindi di cospirare per rendere il figlio impopolare. Dapprima fece in modo che suo figlio sospettasse della fedeltà del generale Alessio Mosele, spingendolo con la sua influenza a farlo arrestare e accecare. L'accecamento di Mosele fece perdere a Costantino VI il favore delle truppe anatoliche, che insorsero. Costantino VI sedò questa rivolta con molta violenza, perdendo definitivamente il sostegno delle truppe anatoliche (793). Successivamente Irene spinse Costantino VI a ripudiare la moglie, da cui divorziò, e a sposarsi con Teodota (795). Tale decisione rese Costantino VI impopolare anche tra gli ortodossi, specialmente gli Zeloti, che lo accusavano di adulterio.

### Il colpo di Stato di Irene
Durante il soggiorno a Prusa, Costantino VI, saputo che la moglie aveva avuto un figlio, tornò a Costantinopoli per raggiungerla (ottobre 796) e Irene approfittò dell'assenza del figlio, persuadendo molti degli ufficiali della guardia ad attuare un colpo di Stato che portasse alla detronizzazione di Costantino a suo vantaggio. Per realizzare il loro piano dovevano però impedire che Costantino VI riguadagnasse popolarità trionfando contro gli Arabi: quindi con i loro intrighi fecero sì che la campagna contro i musulmani risultasse un insuccesso.
In un momento in cui Costantino VI era estremamente impopolare, Irene ne approfittò per deporlo, conscia che non avrebbe trovato opposizioni. Il 17 luglio 797 vi fu un tentativo di agguato al basileus per assassinarlo, ma Costantino riuscì a sfuggire e trovò rifugio in Asia Minore, dove avrebbe potuto contare sull'appoggio delle truppe anatoliche. Irene, disperata, vedendo che i suoi complici esitavano e la popolazione era favorevole a Costantino VI, pensò in un primo momento di implorare la grazia al figlio, poi decise di giocare la sua ultima carta, minacciando molti dei cortigiani che si erano compromessi con lei a rivelare a Costantino VI la loro intenzione di tradirlo se non l'avessero aiutata. Viste le minacce, i congiurati decisero di aiutare Irene: Costantino VI venne portato a forza a Costantinopoli, detronizzato e accecato nella stessa stanza dov'era stato battezzato (15 agosto 797); morì poco dopo per le conseguenze del trattamento subìto. Irene continuò a governare come unica imperatrice.
Essendo Costantino VI estremamente impopolare, pochissimi piansero la sua morte e i più videro il colpo di Stato attuato da Irene come un atto di liberazione da un tiranno. Solo Teofane nella sua Cronaca, pur lodando nel suo complesso la figura di Irene, sembrò aver realizzato la gravità del suo crimine.
(Teofane, Cronaca)

## Regno (797-802)
In quanto prima imperatrice bizantina a essere imperatrice regnante e non imperatrice consorte, assunse il titolo di basileus (imperatore/re) al posto di quello di basilissa (imperatrice/regina) e si autoproclamò "Autocrate dei Romani" (αὐτοκράτωρ Ῥωμαίων).

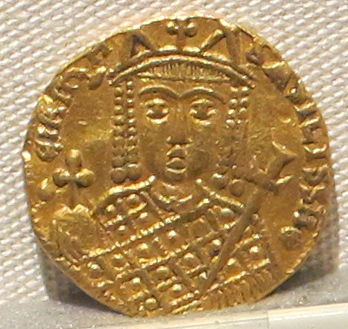
Solido d'oro con l'effigie di Irene

### Politica interna
- Nominò suo sovrintendente alle finanze (λογοθέτης τοῦ γενικοῦ, logothetēs tou genikou) il capace Niceforo I il Logoteta che, alla fine dell'802, deporrà la stessa Irene usurpandole il trono.

Per non perdere popolarità Irene mitigò l'imposizione fiscale.
- Abolì la tassa cittadina a Costantinopoli (che era molto alta).
- Ridusse i dazi che i mercanti erano tenuti a pagare nei porti di Costantinopoli.
- Favorì i monasteri, che appoggiavano la sua politica.

Questa politica fiscale, pur garantendole grandissima popolarità, danneggiò il sistema erariale bizantino.

La chiesa di Panagía Gorgoepíkoös o Mikri Mitropoli ad Atene

Nel campo della arti e della cultura:
- Fece erigere la Basilica di Santa Sofia a Salonicco.
- Fece erigere la Piccola Cattedrale di Atene o Mikri Mitropoli ("piccola chiesa metropolitana").
- Arricchì con nuovi mosaici la Basilica di Santa Sofia a Costantinopoli; uno di essi contiene il suo ritratto a grandezza naturale.

Per quanto riguarda la successione al trono:
- Dovette poi affrontare il problema della successione al trono, che alla sua morte sarebbe rimasto vacante: dei figli di Costantino VI, l'unico maschio ancora in vita era nato dopo l'accecamento del sovrano e dunque era considerato bastardo e in quanto tale impossibilitato a succedere a Irene.[18] I due eunuchi che consigliavano Irene, Stauracio ed Ezio, si contesero la successione, ambendo entrambi a porre sul trono di Bisanzio uno dei loro parenti.[18] Ezio e Stauracio erano acerrimi nemici e ognuno cercava di provocare la caduta in disgrazia dell'altro, con intrighi vari.[19]

### Politica estera
- Rioccupò la Sicilia dopo che il suo strategos, Elpidio, si era ribellato al governo di Costantinopoli.
- Dovette fronteggiare ben due invasioni del Califfato abbaside di Hārūn al-Rashīd. A causa del tradimento di uno dei suoi generali, l'armeno Tatzates, Irene fu costretta a pagare ingenti tributi all'emiro in cambio del ritiro delle sue truppe.
- Fece condurre una campagna contro i Serbi e i Bulgari ottenendo la vittoria, che le consentì di creare il Thema (provincia) di Makedonia.
- Attuò una politica di ellenizzazione dei popoli slavi dei Balcani.
- Ostile al Regno dei Franchi, che minacciavano gli interessi bizantini in Italia, appoggiò militarmente una campagna (fallimentare) guidata da Adelchi, che desiderava riprendersi il regno. Adelchi era un principe longobardo in esilio a Costantinopoli, figlio del re Desiderio che era stato deposto dai Franchi.
- Riuscì a porre, anche se temporaneamente, fine alle lotte iconoclaste, convocando il Concilio di Nicea II assieme a papa Adriano I.
- Senza dubbio però la principale minaccia a cui Irene dovette far fronte fu l'incoronazione di Carlo Magno come Imperatore dei Romani. Di questo titolo, fino ad allora, potevano fregiarsi solamente gli Imperatori di Costantinopoli, unici, legittimi e diretti discendenti degli Imperatori romani. Il fatto che il trono "romano" fosse occupato da una donna, spinse papa Leone III a considerare il trono "romano" vacante, nominando "Imperatore dei Romani" il re dei Franchi e dei Longobardi Carlo Magno, il giorno di Natale dell'anno 800. Irene fu declassata dall'Occidente a "Imperatrice dei Greci". La nascita di un nuovo Impero d'Occidente non fu ben accolta dall'Impero d'Oriente che tuttavia, nonostante le minacce di Irene, non aveva i mezzi sufficienti per intervenire militarmente. L'imperatrice dovette così assistere impotente a ciò che stava avvenendo a Roma; ella si rifiutò sempre di riconoscere il titolo di imperatore a Carlo Magno, considerando la sua incoronazione, consacrata dal papa, un atto di usurpazione di potere.
- Cercò poi una riappacificazione con l'Occidente, avviando persino un tentativo di matrimonio fra lei e Carlo Magno; tuttavia fu deposta da Niceforo I, poco dopo l'avvio delle trattative.

## Detronizzazione e morte
Nell'802 Carlo Magno inviò messi a Costantinopoli per proporre a Irene di sposarlo in modo da «riunificare l'Oriente e l'Occidente». Tuttavia le negoziazioni non andarono a buon fine perché nello stesso anno l'Imperatrice Irene fu detronizzata da una congiura che pose sul trono Niceforo I.
Mentre Irene si trovava in villeggiatura nel Palazzo di Eleuterio, i congiurati approfittarono della sua assenza per presentarsi al Sacro Palazzo con ordini contraffatti dell'Imperatrice che intimavano di nominare Imperatore Niceforo affinché le fosse di aiuto nel combattere Ezio. I soldati a guardia del palazzo non dubitarono dell'autenticità dell'ordine e consegnarono il palazzo ai congiurati, che sparsero la voce della proclamazione a Imperatore di Niceforo I, mentre Irene veniva arrestata e segregata nel Sacro Palazzo. Il colpo di Stato tuttavia rischiò di fallire: il popolo e il clero erano favorevoli a Irene e per questo, alla notizia della sua deposizione, insorsero. La folla si presentò davanti alle porte del Sacro Palazzo, pretendendo la restituzione del trono a Irene.
Per evitare spargimento di sangue, l'imperatrice preferì allora ritirarsi dal governo e, nonostante le promesse di Niceforo, che le aveva garantito che l'avrebbe trattata «come si addice a una basilissa», concedendole di vivere nel suo Palazzo di Costatinopoli, l'Eleuterio, proprio per paura che Irene potesse riprendersi nuovamente il trono, come già aveva fatto in passato, la esiliò prima in un monastero nelle Isole dei Principi e infine (novembre 802) nell'isola di Lesbo; qui per sopravvivere e per potersi mantenere dovette adattarsi a filare la lana. Morì il 9 agosto 803, senza suscitare rimpianti neppure nel clero, che aveva tanto favorito.
Il suo corpo fu inizialmente sepolto a Principo (Πρίγκηπος), sulle Isole dei Principi.
La sovrana dovette costantemente negoziare degli appoggi per garantire la legittimazione e la continuità del suo potere. Lasciava un impero nel caos sociale e politico e nella rovina amministrativa ed economica, ma non debilitato al cuore poiché meno di settant'anni dopo la sua morte i Romani sarebbero riusciti a invertire le sorti delle guerre con i propri nemici, tanto quelli orientali che quelli balcanici, non solo arrestando l'emorragia di province, ma iniziando una lenta e inesorabile riconquista che perdurerà per quasi duecento anni.

## Culto

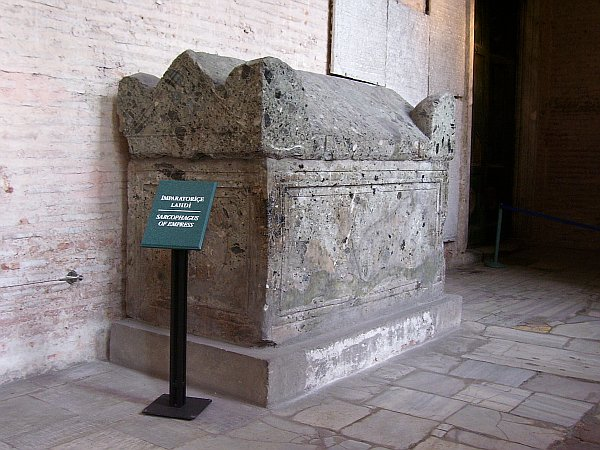
Il sarcofago dell'imperatrice Irene, nella basilica di Santa Sofia

Nell'864, nonostante fosse colpevole di figlicidio e di aver rovinato l'economia bizantina, Irene fu canonizzata col nome di Santa Irene la Giovane da Fozio di Costantinopoli, proprio perché ella pose fine, sia pure temporaneamente, all'iconoclastia e fu munifica protettrice del clero, che ne beneficiò in ogni modo. La sua venerazione è limitata alle Chiese ortodosse orientali.
Irene favorì anche lo sviluppo delle arti e della letteratura; la tradizione narra che era bellissima e appassionata e come tale venne rappresentata dagli artisti e scrittori. Giovanni Boccaccio la cita nel suo libro sulle donne illustri, De mulieribus claris.
Nonostante fosse morta nell'indigenza, il suo corpo fu traslato da Principo e sepolto solennemente, come si addice a un'imperatrice quale fu, nella chiesa dei Santi Apostoli di Costantinopoli. Il suo sepolcro fu però poi violato dai crociati nel 1204, che ne saccheggiarono il ricco corredo, e ancora dai turchi ottomani nel 1462, quando demolirono la basilica ormai abbandonata. Resta, tuttavia, ancora oggi un sarcofago vuoto nella Santa Sofia a Istanbul attribuito a Irene.
La Chiesa ortodossa la venera il 7 agosto.